# المجموعة (رواية)
المجموعة، رواية شهيرة للكاتبة الأمريكية ماري ماكارثي. وقد أدرجت في قائمة نيويورك تايمز لأكثر الكتب مبيعا وبقي في القائمة لحوالي سنتين.

## المحتوى
عام 1933، تخرجت ثمات شابّات من كلية فاسار. يصف الكتاب حياة هؤلاء السيدات بعد التخرج، بدءاً من زواج إحداهنّ وهي كاي سترونغ وانتهاءً بجنازتها عام 1940. تناضل كل شخصية من الشخصيات في قضايا وأمور مختلفة. بما في ذلك التمييز الجنسي في مكان العمل وتربية الأطفال والصعوبات المالية والأزمات المالية والعلاقات الجنسية. تقريباً، جميع القضايا التي تواجهها الشابات تتضمن رجلاً في حياتهن: من آباء وموظفين ومحبّين وأزواج. باعتبارهن نساء متعلمات تعليماً عالياً ومن خلفيات ثرية، ينبغي عليهن السعي لتحقيق الاستقلالية في الوقت الذي كان فيه دور المرأة مقتصراً إلى حدٍ كبير على الزواج والولادة. تتأثر حبكة الرواية بالأجواء السياسية والاقتصادية في ذلك الوقت. خلال الكتاب، يتعلم القارئ عن آراء النساء فيما يتعلق بوسائل منع الحمل والحب والعلاقة الجنسية والاشتراكية والتحليل النفسي.

## الشخصيات
كاي سترونغ: تتزوج من هارالد بيترسين، الذي يشارك في إدارة مسرح وتوجيه العمل المسرحي. تسميه كاي «رجل ييل»، على الرغم من أنه تخرج للعمل من ييل. يكتب هارالد مسرحيات لا يتم إنتاجها، وغالباً ما يكون عاطلاً عن العمل. تحمل كاي شعور «الكراهية ولا تعرف الرحمة للفقراء»، وتشعر بالإحباط بسبب وضعهم المالي. إلا أنها تدعمهم من خلال العمل لدى ميسيز وتهتم كثيراً بمحيطها المادي. يرتبط زوجها بالعديد من العلاقات خارج نطاق الزواج. تتطور شجاراتهما وإدمانه على الشرب، في النهاية يضربها ضرباً مبرحاً حتى تتمكن من تهديده بسكين الخبز. في صباح اليوم التالي، يرسلها إلى مستشفى الأمراض النفسية حيث تعمل بولي ممرضةً. يطلق سراح كاي لاحقاً من المستشفى وتطلق هارالد. يكون موتها في نهاية الكتاب غامضاً، لا أحد يعرف ما إذا كانت سقطت من نافذة نادي فاسار في الطابق العشرين أو أنها تعمّدت القفز. يجتمع أصدقاؤها في جنازتها في نهاية الرواية، إلا أن الجميع يتجاهل هارالد.
ماري بروثيرو، «بوكي»: الأغنى في المجموعة. وصفت بـ «السمينة، فتاة المجتمع النيويوركي المرحة»، «غنية جداً وكسولة». تقول بوكي أنها تمكّنت من الالتحاق بكلية فاسار بمساعدة برس، من مجموعة فاي بيتا كابا. يمنحها والدها طائرة حتى تتمكن من الانتقال إلى مدرسة كورنيل الزراعية، عندما تعلم والدتها أن هارالد اعتُقِل في مظاهرة عمالية تدّعي أن السجين تناول طعام العشاء مرةً في منزل بروتيرو. في نهاية المطاف تتزوج بوكي. يعمل لدى عائلتها كبير خدم غريب الأطوار يقظ.
دوتي رينفرو: من عائلة من بوسطن، كانت تهدف إلى أن تصبح عاملة في مجال الرعاية الصحية بعد التخرج من فاسار. تذهب إلى المنزل بعد حفل زفاف كاي مع ديك براون وهو فنان فقير وتقيم علاقة معه. إلا أنه يحذرها فجأة من الوقوع في حبّه. ويخربها أن الأمور (علاقتهما الجنسية) قد تكون تصبح أفضل لو أنها تذهب لمراجعة طبيباً نسائياً. ويوضح لها بأنه يفضل أن تستخدم حجاباً حاجزاً مخصصاً للنساء وتستخدمه نساء الطبقات الراقية بدلاً من أن يستخدم هو واقياً ذكرياً. إلا أنها تستخدم عازلاً أنثوياً بمساعدة طبيبة. لم يتصل بها ديك أو يجيب على اتصالاتها، كما لا تجده عندما تذهب إلى شقّته، لقد رحل. تنتظره لساعات في حديقة واشنطن. وفي نهاية المطاف تخفي أدوات تحديد النسل تحت المقعد وتعود إلى بوسطن. تتزوج دوتي من بروك لاثام من أريزونا. قبل الزفاف، تعتبرف لوالدتها أنها أقامت علاقة مع ديك وأنها لا تزال تحبه. تقترح والدتها تأجيل الزفاف لتقابل ديك وتتحقق من مشاعرها. لكن دوتي ترفض وتتزوج بروك في الموعد المحدد.
إلينور إيستليك، «لاكي»: من ليك فوريست، إلينويز. هي ثاني أغنى شخص في المجموعة بعد بوكي؛ وهي ارستقراطية ذات «جمال مظلم» وبشرة شاحبة وشعر أسود وعيون خضراء كبيرة. تكون في أوروبا خلال معظم أحداث القصة، حيث تذهب لدراسة تاريخ الفن والحصول على الدكتوراة. في نهاية الكتاب تعود إلى أمريكا فراراً من الحرب في أوروبا. تتجمع عضوات المجموعة على الرصيف لاستقبالها، حيث تجدن لاكي مع البارونة، عشيقتها المثلية. تلاحظن أن البارونة ليست بالشخصية المشرقة وهذا يتعارض مع توجّه لاكي الجنسي.
بولي أندروز: تعاني والدتها من خسائر مالية بسبب الكساد. وهي جميلة ذات شعر كتّاني وبشرة بيضاء وعيون زرقاء كبيرة. تعيش في بناية معظم سكانها من الاشتراكيين، تعمل طبيبة في مستشفى محلي. على علاقة مع جوس ليروي، وهو ناشر متزوج، يخصع لتحليل نفسي بناءً على طلب زوجته. لا تفهم بولي سبب هذا التحليل لكنها بعد أن تقرأ لفرويد تقرر أنها هي نفسها بحاجة لتحليل نفسي. في نهاية المطاف يترك جوس بولي ويعود لزوجته. ينفصل والد بولي عن والدتها وينتقل ليعيش مع بولي، وهو يعاني من مرض اضطراب ذو اتجاهين. تحول والدها إلى المعتقدات التروتسكية. في مرحلة الهوس من اضطرابه، يفرط في الإنفاق ما يضطر بولي لبيع دمها في المستشفى. تتزوج بولي من الدكتور جيم ريدغيلي وهو طبيب نفسي، فيقدم لها الدعم المالي والمعنوي.
برس هارتشورن: مؤمنة مثالية ببرنامج روزفلت، تتزوج من الدكتور سلون كروكيت، وهو طبيب أطفال. تحصل على وظيفة في إدارة الإنعاش الوطني. تنجب ستيفن الذي تعاني في إرضاعه لاحقاً. بسبب نظام المستشفى فإنها تنام بعيداً عن طفلها الذي تسمعه يبكي معظم الليالي. يتمنى زوجها لو أنها ترضع طفلها طبيعياً بدلاً من الاعتماد على الرضاعة بالحليب الصناعي. تمارس ضغوطاً على إدارة المستشفى للسماح لها بإرضاع طفلها وذلك بضغوطاتٍ من زوجها، تعتقد أن سلون كان مفتوناً بنظرياته الخاصة التي أراد أن يفرضها عليها أيضاً.
هيلينا دافيسون: فتاة قصيرة ذات شعر بلون الرمل. اعتبرت هيلينا «العضوة المهرّجة» في المجموعة بسبب حس الفكاهة لديها. جعلتها أمها تدرس كل موضوع يمكن تصوّره«، بما في ذلك» ألعاب القوى والأدوات الموسيقية والأنشطة الخارجية والحرف اليدوية. على الرغم من تعليمها في فاسار، فإنها تحصل على وظيفة معلّمة في مدرسة تجريبية في كليفلاند في أوهايو، لتدرّس الرسم بالأصابع. تشاهد زوج كاي يقبّل امرأة أخرى وهي نورين خريجة من فاسار وكانت ضالعة في السياسة اليسارية وليست عضوة في المجموعة. تقرر أن لا تخبر كاي، لكنها توافق على الذهاب إلى منزل نورين للتحدّث. زوج نورين عاجز. تطلب نورين مشورة هيلينا حول كيف يمكنها أن تصلح حياتها، فتقترح عليها هيلينا العديد ن الأفكار بما في ذلك تنظيف الأرضية ودهان غرفة الجلوس بلونٍ مختلف وشراء بعض الطعام الحقيقي. في نهاية الرواية، تنتقل هيلينا إلى نيويورك لمتابعة مهنتها الفنية. وهي الشخصية الوحيدة التي تبقى عزباء.
ليبي ماك أوسلاند: شقراء جميلة طويلة القامة، تتخصص في اللغة الإنجليزية، مصمّمة على اقتحام صناعة النشر في نيويورك. يوظّفها جوس الناشر لقراءة مخطوطات الكتب مقابل خمسة دولارات لكل مخطوط؛ حيث تقرأها وتضع ملخصات بالإضافة لرأيها. لديها القدرة على قراءة اللغة الإيطالية، فيعطيها جوس مخطط كتاب بالإيطالية لتلخيصه. كانت لغة الكتاب لهجة محكية فلا تستطيع فهمها وتكتب تقريباً غير دقيق. يطردها جوس من العمل. يحصل لها على عمل لاحقاً كمساعدة وكيل أدبي، ومن ثم تصبح وكيلة أدبية فتصبح ثرية وناجحة في حياتها.يحاول بارون نرويجي «نيلز أيلوند» إغراءها: إلا أنها تصدّه مقتبسةّ رداً من «روايات الراعي» للسير والتر رالي. يحاول نيلز اغتصابها إلا أنه يتوقف عندما تخبره أنها عذراء.
نورين شيتلاب: خريجة كلية فاسار، إلا أنها ليست من عضوى في المجموعة. في نقاش لها مع هيلينا تقول «أنتم أيها الناس كنتم الجماليون، بينما كنا نحن السياسيون.» كانت نورين مهتمة بعلم النفس والاشتراكية والأنثروبيولوجيا. لديها كلب اسمته فريدريك نيتشه. عندما كانت متزوجة من بوتنام بليك، كانت على علاقة بهارالد زوج كاي. يعاني زوج نورين «بوت» من العجز الجنسي؛ وفقاً لتورين لا تثيره سوى النساء الساقطات. تساعد نورين هارالد في إدخال كاي إلى جناج الطب النفسي بإقناعها انها بحاجة إلى الراحة. تنشر إشاعة أن كاي مضطربة عقلياً. تتطلق نورين لاحقاً من بوت وتتزوج من فريدي روجرز، وهو مصرفي ثري يعاني من التمييز ضد اليهود.

## الخلفية
بعض جوانب الرواية هي عبارة عن سيرة ذاتية بلهجةٍ ساخرة. درست ماري ماكارثي الأدب في كلية فاسار وتخرجت منها عام 1933، وهي السنة الدراسية لمجموعة الثمانية. اتهمها زملاؤها في الدراسة في فاسار بتكوني شخصيات المجموعة من شخصياتهم وتجاربهم. إضافة لذلك، يتشارك زوجها الأول، هارالد جونسرود، الاسم الأول لزوج كاي إحدى الشخصيات. تمت مناقشة اللهجة الاسكندنافية غير المعتادة للاسم عدة مرات في الرواية. في بعض أجزاء الكتاب حيث تناقش ماكارثي الجنس، كما في حالة فقدان دوتّي لعذريتها، تدعي الكاتبة أن الأمر كان من ذكرياتها مع محبّيها السابقين. كانت ماكارثي مؤيدة لليون تروتسكي، وهذا موقف سياسي مشترك مع شخصية أخرى في الرواية وهي شخصية بولي أندروز.
أخذت ماري ماكارثي عنوان «السيدة-الكاتبة» في الغالب من النقاد الذكور. على الرغم من أن أعمالها من المفترض أن تكون موجّهة للنساء، إلا أنها حظيت بإشادة من النسويين. لكن ماكارثي تنكر كونها نسوية أو تكتب لـ، «الموجة الثانية من النسوية» لأنها تؤمن بالمساواة وحرية الحقوق، لكنها لا تعرض ذلك كمسألة نوع اجتماعي.

## الاستقبال
تصدّرت الرواية قائمة نيويورك تايمز لأفضل الكتب مبيعاً لمدة عامين تقريباً. تم حظر بيع الكتاب وتداوله في أستراليا وإيطاليا وأيرلندا لأنه اعتبر مسيئاً للأخلاق العامة. تمت مراجعة الرواية بشكل نقدي كثيف لدقة تفاصيلها وطولها وعدد شخصياتها. في الوقت الذي أطلقت فيه، شكك الرجال بقدرة ماكارثي على أن تصبح كاتبة محترفة. كتب نورمان ميلر لنيويورك ريفيو أوف بوكس «فشل كتابها أن يكون جيداً كرواية، لكنه لم يكن جيداً بما فيه الكفاية... إنها ببساطة لم تكن جيدة بما فيه الكفاية لتكتب رواية كبيرة.» 
عندما اقترح محررٌ على كانديس بوشنيل أن تكتب «نسخة تلائم حداثة اليوم» من «المجموعة»، كتبت مجموعة من المقالات التي أصبحت مسلسلاً تلفزيونياً شعبياً وفيلماً وهو الجنس والمدينة. تقول بوشنيل أن «المجموعة تذكرنا بأن ما تغيّر ليس كبيراً».

## اقتباسات سينمائية
أطلقت يونايتد آرتيست فيلماً مقتبساً عن رواية المجموعة بنفس العنوان المجموعة (فيلم)، وكان من إخراج سيدني لوميت. أدّى الأدوار الرئيسية كانديس بيرغن (لاكي)، جوان هاكيت (دوتي)، إليزابيث هارتمان (بريس)، شيرلي نايت (بولي)، جوانا بيتيت (كاي)، ماري-روبن ريد (بوكي)، جيسيكا والتر (ليبي)، كاثلين ويدوز (هيلينا)، لاري هاغمان (هارالد)، هال هولبروك (غاس). عرض الفيلم في مسابقة مهرجان برلين السينمائي الدولي عام 1966.

## الإذاعة
عام 2001، تم بثّ «المجموعة» مسلسلةً على إذاعة بي بي سي الرابعة. وقد عدّلتها مويا أوشيا، وأنتجتها وأخرجتها تريسي نيل. وكانت من بطولة غايل هانيكوت، ربيكا فرونت، تريزا غالاغار، جوانا وير، تارا وارد، لوريل ليفكو، لوريلي كينغ، مويا أوشيا، مارك كافين، هنري غودمان، وليام هوب.

## روابط خارجية
- المجموعة على موقع الموسوعة البريطانية (الإنجليزية)